# ウォーキング・イン・ジ・エアー
「ウォーキング・イン・ジ・エアー」（Walking In The Air）は、イギリスのテレビアニメーション『スノーマン』の挿入歌としてハワード・ブレイクが作詞・作曲した歌。「空を歩いて」という邦題もある。

## 概要
オリジナルはセント・ポール大聖堂少年聖歌隊のメンバーだった当時13歳のピーター・オーティが歌ったもので、アニメーション本編（1982年12月24日放映）と、シングルおよびサウンドトラックに収められた。
アニメ本編では雪だるまと少年が空を飛ぶ場面で印象的に使われ、物語の内容を詞として歌いながら進行していく。
クリスマス・ソングの定番になっており、数多くのカバーが発表されている。アレッド・ジョーンズによる1985年発売のシングルは、イギリスで売り上げチャート5位を記録している。
日本では1987年にアヲハタのCMソングにも起用された。

## バリエーション
- アレッド・ジョーンズ（1985年 シングル『ウォーキング・イン・ジ・エアー』）
- アンジェリス（英語版）（2006年『アンジェリス』収録）
- イルカ（2002年『Noël～ファンタスティックな冬物語』収録）
- エレイン・ペイジ（1986年『クリスマス』収録）
- オール・アバウト・イヴ（2002年『アイスランド』収録）
- キングズ・シンガーズ（1986年『キッズ・スタッフ』収録）
- クリフ・リチャード（2003年『クリフ・アット・クリスマス』収録）
- クロエ・アグニュー（2004年『ウォーキング・イン・ジ・エアー』収録）
- クワイヤーボーイズ（英語版）（2005年『クワイヤーボーイズ』収録）
- ケニー・ロギンス（1998年『ディセンバー』収録）
- ケルティック・ウーマン（2005年『ケルティック・ウーマン』収録）
- コニー・タルボット（2007年『オーバー・ザ・レインボウ』収録）
- シボーン・オーウェン（英語版）（2012年『ストーリーブック・ジャーニー』収録、「Sora Wo Aruku」の題で日本語でも歌唱）
- ジャッキー・エヴァンコ（2011年『ヘヴンリー・クリスマス』収録）
- シャドウズ（1987年『シンプリー・シャドウズ』収録）
- ジョージ・ウィンストン（1994年『フォレスト』収録）
- ジョセフ・マクマナーズ（英語版）（2005年『イン・ドリームズ』収録）
- 白鳥英美子（1989年『ウィンター・ワンダーランド』収録）
- スウィングル・シンガーズ（2006年『クリスマス・プレゼント』収録）
- ターヤ・トゥルネン（2006年『Henkäys Ikuisuudesta』収録）
- デクラン・ガルブレイス（2001年 シングル『ウォーキング・イン・ジ・エアー』）
- ナイトウィッシュ（1998年『オーシャンボーン』、1999年シングル『ウォーキング・イン・ジ・エアー』収録）
- ピーター・オーティ（英語版）（オリジナル、1982年）
- ヘイリー・ウェステンラ（2000年『ウォーキング・イン・ジ・エアー』収録）
- ラヤトン（2011年『ヨウルユォ』収録）
- リベラ（2019年『Christmas with LIBERA』収録）
- レインボー（「スノーマン」に改題、1983年『ストリート・オブ・ドリームス』収録）

## ナイトウィッシュのカバー
ナイトウィッシュによる「ウォーキング・イン・ジ・エアー」は、1998年のアルバム『オーシャンボーン』に収録され、シングルとしては翌1999年に発売された。

### シングル盤 トラック・リスト
1. Walking in the Air (edit)
2. Nightquest
3. Tutankhamen

### 演奏者
- ターヤ・トゥルネン - 歌
- ツォーマス・ホロパイネン - キーボード
- エンプ・ヴオリネン - ギター
- ユッカ・ネヴァライネン - ドラムス
- サミ・ヴェンスケ - ベース